# Uniforme de la selección de fútbol de Chile
El uniforme titular de la selección chilena es una camiseta roja, pantalones azules y medias de color blanco. El uniforme de recambio dispone de una camiseta blanca con detalles en rojo y azul, pantalones blancos y medias azules. El color de la camiseta le ha dado el apelativo de La Roja, término afianzado en los años 1980, y derivados como Marea Roja para su hinchada, especialmente durante la Copa Mundial de Fútbol de 1998.

## Historia

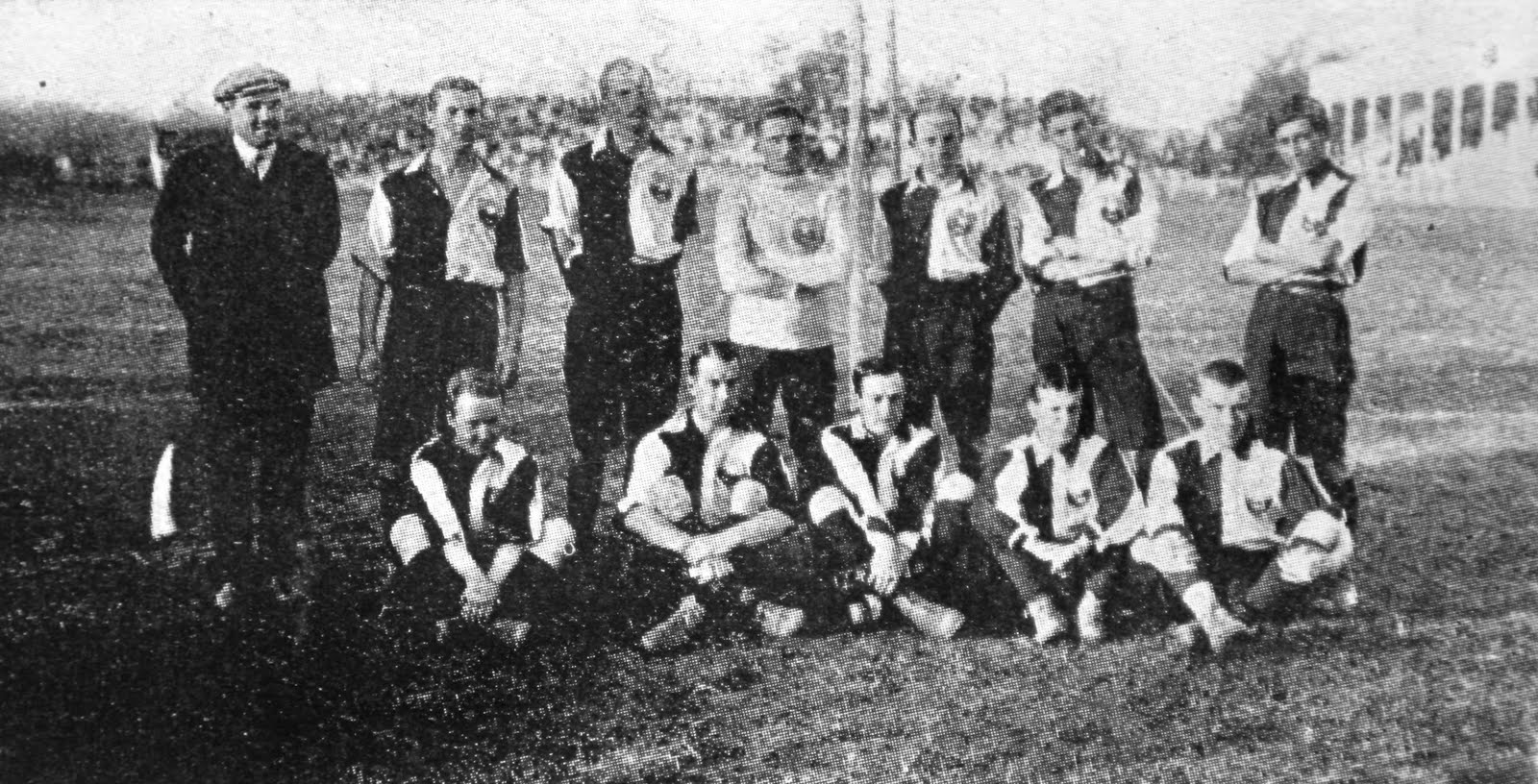
Chile durante la Copa Centenario Revolución de Mayo de 1910, en Buenos Aires, Argentina.

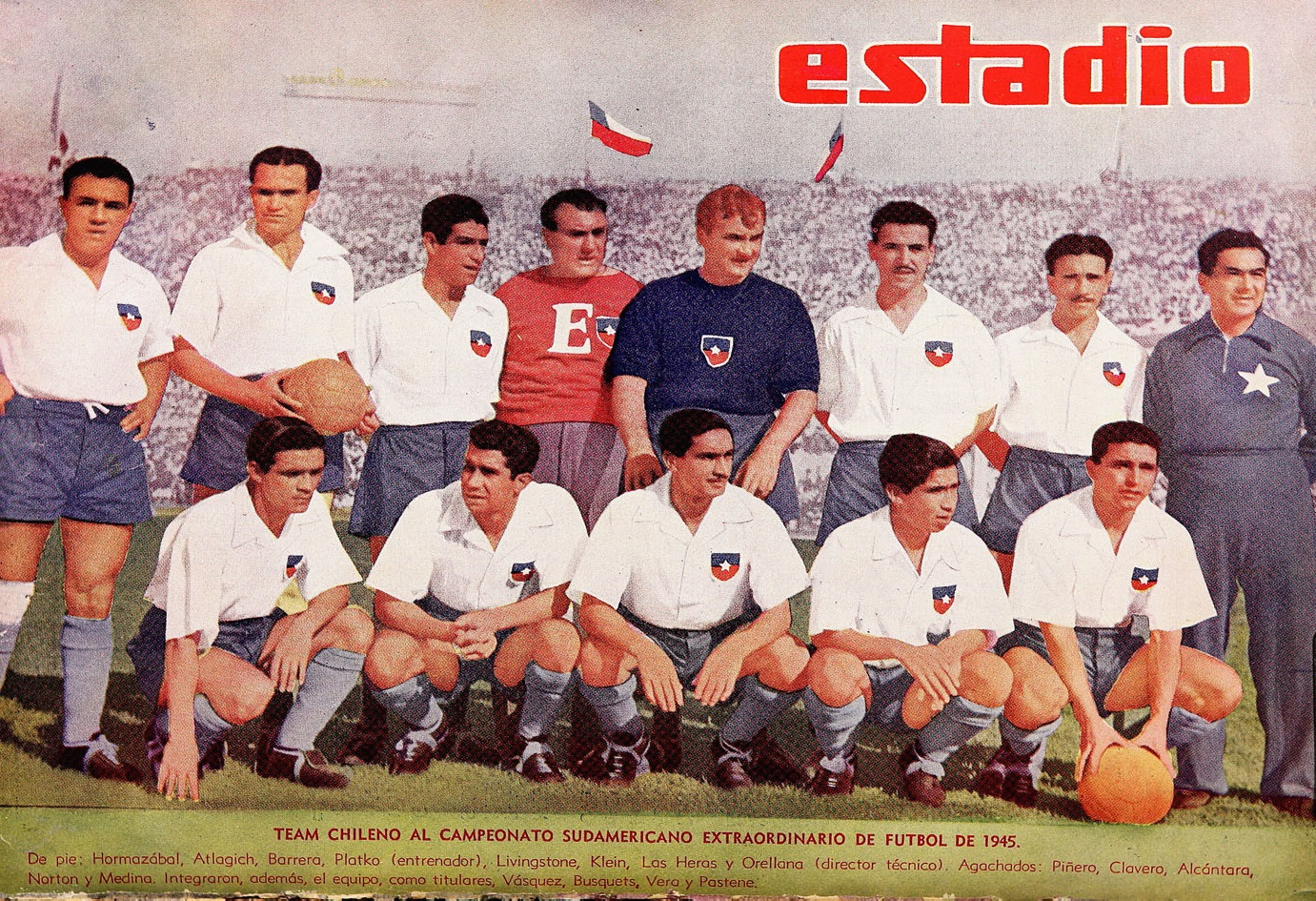
Selección chilena durante el Campeonato Sudamericano 1945, en el Estadio Nacional de Chile.

El uniforme de la selección de fútbol de Chile ha variado a lo largo de su historia. La primera camiseta utilizada por la selección nacional, para sus primeros encuentros internacionales de 1910, era mitad roja hacia la derecha y mitad blanca hacia la izquierda, con escudo a la altura del pecho sobre el costado izquierdo. Ese mismo año, en el encuentro frente a Argentina en Viña del Mar, el conjunto nacional ocupó una camiseta amarilla y negra en franjas horizontales.
Entre 1913 y 1945, la equipación varió considerablemente, partiendo por el uso de camiseta blanca, pantalones azules y medias negras, indumentaria lucida en la Copa Mundial de Fútbol de 1930 disputada en Uruguay. En 1920 la indumentaria fue camisola roja, pantalones blancos y medias negras, lo cual se repitió entre 1924 y 1926. En 1922 la camiseta fue listada con franjas verticales intercaladas de tonos rojos, blancos y azules, completada con pantalones negros y medias de similar color más vivos claros. Y en los Juegos Olímpicos de Ámsterdam 1928, el uniforme fue camiseta celeste, pantalones blancos y medias negras. Variaciones en las teñidas blancas incluyeron pantalones de ese color en 1916 y 1919, y cambios de color en las medias, que de negras pasaron a ser de color marrón grisáceo en 1937, azules en 1939, a rayas horizontales azules y rojas en 1941 y azul claro en 1945. 
Para el Campeonato Sudamericano de 1942 realizado en Uruguay, la representación vistió camiseta roja junto a pantalón blanco y medias azules, antes de retomar la indumentaria titular blanca por última vez. 
En 1946, se impuso definitivamente el color rojo para la camiseta titular, pero los pantalones seguían siendo blancos como en ocasiones anteriores y con medias blancas por primera vez. Solo en 1947, durante el Campeonato Sudamericano de ese año disputado en Ecuador, el pantalón blanco fue reemplazado por uno de color azul, dando forma a la combinación de colores históricamente conocida del uniforme, la cual ha sido utilizada desde entonces, salvo algunas temporadas.
Con relación a las marcas proveedoras, estas tuvieron su primer acercamiento en 1966. Debido al Mundial que se celebraría ese año en Inglaterra, la marca inglesa Umbro vistió a 15 de las 16 selecciones finalistas, entre ellas Chile, pero el debut formal ocurrió en 1973. Con motivo del partido ante la Unión Soviética en Moscú por las Clasificatorias a la Copa Mundial de Fútbol de 1974, hubo un primer acercamiento para que una firma deportiva internacional se hiciera cargo del vestuario del seleccionado. Por gestiones de los futbolistas Alberto Fouillioux e Ignacio Prieto, quienes en esa fecha jugaban en el club francés Lille, se tanteó la opción de la marca gala Le Coq Sportif. Los seleccionados vistieron sus buzos en la previa al duelo con los soviéticos, e incluso jugaron algunos amistosos ante clubes con sus camisetas rojas. Sin embargo, al no haber un contrato formal con Le Coq Sportif, el símbolo del gallito fue tapado con un escudo chileno y una cinta tricolor.
Fue Adidas la que asumió la responsabilidad, diseñando el primer modelo (que se extendió hasta las Clasificatorias de la Copa Mundial de Fútbol de 1978) donde la camiseta roja exhibía en los hombros vivos blancos con dos líneas paralelas, una roja y otra azul. A partir de entonces, la camiseta ha sufrido algunas modificaciones de menor escala, como las tres franjas de la ya mencionada Adidas sobre el hombro derecho y la parte inferior izquierda del short entre 1993 y 1994, o el logo de Reebok sobre la camiseta entre 1996 y 1997, que luego fue modificado a dos franjas blancas en 1998, hasta el término del vínculo en 2000. En dicho año la indumentaria corrió por cuenta de Umbro, que varió el tono de la camiseta de un rojo brillante a un rojo granate, volviendo a su color tradicional a fines de 2006 con Brooks Sports, ya a cargo del uniforme desde 2003. En cuanto a los pantalones azules, su tonalidad ha variado considerablemente a lo largo de los años, siendo los más utilizados, el azul añil , el azul Francia, e incluso el azul marino.
En los primeros meses de administración de Harold Mayne-Nicholls, se intentó, infructuosamente, cancelar el contrato que había con el proveedor de uniformes para los seleccionados nacionales, de la marca estadounidense Brooks. Para el encuentro disputado en Gotemburgo (Suecia), entre Chile y Brasil en marzo de 2007, se improvisó un uniforme simple, clásico con el antiguo escudo de la federación y que se ha transformado en una pieza de culto para coleccionistas. El kit en cuestión fue utilizado en un par de ocasiones más, generando una gran polémica entre el representante legal de la marca y la Federación, que estaba empecinada en cortar las relaciones con Brooks; dicha empresa finalizó su vínculo meses después de la Copa Mundial de Fútbol de 2010 con la licitación para la nueva marca que vistió a la selección. Dicho trámite se lo adjudicó la empresa Puma, que firmó un contrato con la FFCh hasta 2015. El nuevo modelo de la camiseta fue presentado el 17 de noviembre de 2010 en un amistoso frente a Uruguay. Puma finalizó su vínculo después de la Copa América 2015 con la licitación para la nueva marca que viste a la selección desde agosto de 2015. Dicho trámite se lo adjudicó la empresa norteamericana Nike. De esta forma, la marca es la encargada de todas las indumentarias de la selección. El contrato con Nike duraría hasta la Copa Mundial de Fútbol de 2018, extendiéndose dicho vínculo hasta la Copa Mundial de Fútbol de 2022.

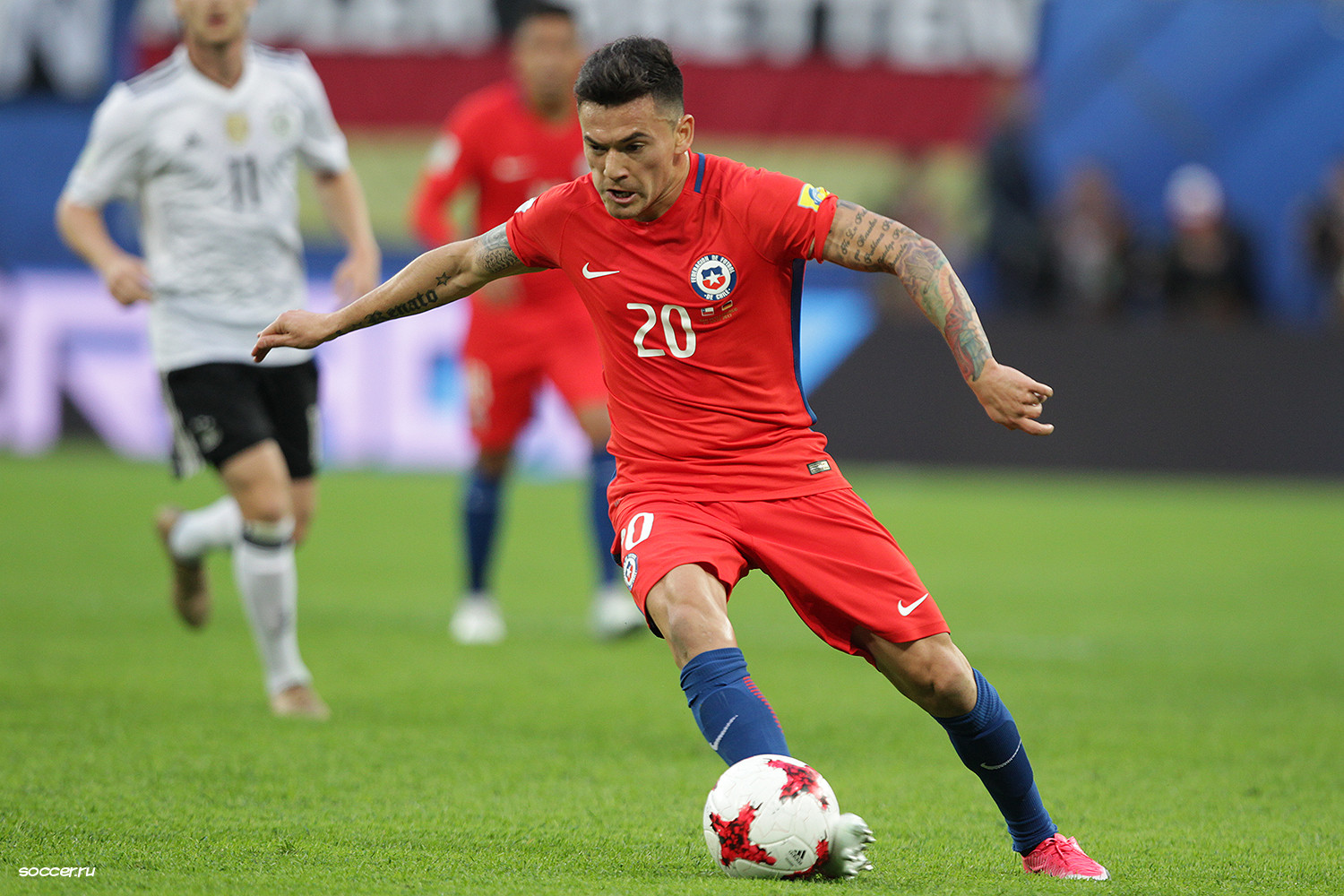
Charles Aránguiz utilizando el uniforme de la selección en la Copa FIFA Confederaciones 2017.

Desde que se hizo cargo del uniforme de la selección, Nike ha procurado romper los esquemas en cuanto al diseño se refiere, lo que llevó a que durante un torneo sub-20 se realizaran inéditas combinaciones de camiseta, pantalón y medias, tanto titulares como visitas, e incluso la selección sub-20 jugó con camiseta y pantalones rojos por primera vez en su historia, además de jugar completamente de blanco en otro encuentro del mismo torneo. Esto se mantuvo al revelar de manera oficial el nuevo uniforme para la Copa América Centenario, que fue estrenado en marzo de 2016: camiseta y pantalones rojos y medias azules. Según los diseñadores, los cambios fueron para representar el apodo histórico de la selección, La Roja, así como el blanco total del vestuario como visita representa la cordillera de los Andes. Pese a que en un comienzo este uniforme se ocuparía íntegramente durante el torneo conmemorativo de Conmebol en Estados Unidos, el uniforme titular íntegro se usó por primera vez en las Clasificatorias frente a Venezuela como visita (previamente se usó contra Argentina en Santiago pero con pantalón azul) y un amistoso previo a la copa, e incluso se siguió utilizando durante el torneo clasificatorio para el Mundial de Rusia 2018. Posteriormente, en 2018, fue presentada una nueva indumentaria, con camiseta roja, pantalones azules y medias blancas, recuperando así la combinación histórica. El uniforme de recambio mantuvo sus prendas blancas, pero se añadieron a su camiseta finas líneas rojas con secciones en color azul, cuyo diseño emula la figura del ave nacional chilena, el cóndor andino.
El 21 de agosto de 2020 se presentó oficialmente la nueva indumentaria de Chile, con miras a la Clasificatorias para el Mundial 2022 y Copa América 2021. El nuevo modelo ha sido descrito como el más rupturista en la historia del equipo, principalmente por el detalle de tener casi la totalidad de las mangas blancas, algo que causó mucha molestia entre los hinchas y exjugadores de la selección nacional, al considerarla ajena a la historia del combinado chileno.
Antes del inicio de la Copa América 2021 la marca Nike decidió romper el acuerdo unilateralmente, luego de negarse a pagar una deuda millonaria que mantiene con la Federación de Fútbol de Chile la cual desde el partido ante Bolivia en aquella competición se decidió tapar el logotipo de Nike con la bandera chilena. Meses después de la Copa América 2021, el 1 de septiembre de 2021 y después de 27 años se anunció que Adidas será el nuevo encargado de vestir a la Selección Chilena hasta 2026.

## Evolución

### Local
| 1910 | 1910 | 1913 | 1916 | 1917 | 1919 | 1920 | 1922-23 | 1924-26 |

| 1928 | 1930 | 1935 | 1936-37 | 1939 | 1941 | 1942 | 1945 | 1946 |

| 1947-49 | 1950 | 1952 | 1952-62 | 1962-66 | 1966 | 1967-69 | 1969-73 | 1973-74 |

| 1974 | 1974 | 1974-77 | 1979-81 | 1982-83 | 1985-88 | 1987 | 1988-90 | 1991 |

| 1992 | 1993-94 | 1995 | 1996 | 1996-98 | 1997-00 | 1998-00 | 2000-03 | 2003-06 |

| 2006-10 | 2007 | 2010 | 2010-11 | 2012-14 | 2014-15 | 2015 | 2016-18 | 2018-20 |

| 2020-21 | 2021 | 2021 | 2021-22 | 2022-23 | 2024- |

### Visita
Históricamente, el uniforme de visita de Chile era de blanco en punta o con pantalones azules, salvo en 1924, que era de camiseta azul con una franja roja, pantalones y medias negras, en 1953, que en un partido amistoso celebrado en 1953 ante la selección de España, en la que Chile, al no llevar indumentaria blanca, usó camiseta azul con pantalones blancos con líneas rojas y calcetines blancos, y entre 1980 y 1982 en que era de camiseta azul y pantalones blancos.
| 1924 | 1953 | 1962 | 1962-66 | 1966 | 1980-82 | 1982-83 | 1993-94 | 1995 |

| 1996 | 1996-97 | 1997-98 | 1998-00 | 2000-03 | 2003-07 | 2007 | 2007-09 | 2010 |

| 2010-11 | 2012-13 | 2014-15 | 2015 | 2016-18 | 2018-19 | 2020-21 | 2021 | 2021-22 |

| 2022-23 | 2024- |

### Combinaciones
| 1998 vs. Inglaterra |  | 2008 vs. Venezuela |  | 2009 vs. Brasil | 2009 vs. Colombia |  | 2011 |  | 2011 vs. Argentina |  | 2011 vs. Uruguay |  | 2011-12 vs. Paraguay |  | 2012-13 |

|  | 2012-13 |  |  | 2013 | 2013 |  | 2014 |  | 2014-15 |  | 2015 vs. Brasil |  | 2015 vs. Perú |  | 2016 vs. Argentina |  | 2016 vs. Jamaica |

|  | 2016 vs. México |  | 2016 vs. Bolivia |  | 2017 |  | 2018 vs. Suecia |  | 2018-19 |  | 2019-20 |  | 2020 vs. Uruguay | 2021 | 2021-22 |

| 2021 vs. Paraguay | 2022 vs. Brasil | 2022 vs. Corea del Sur | 2022 vs. Marruecos | 2022-24 | 2022-23 | 2023 vs. Cuba | 2023 vs. Uruguay | 2024 vs. Francia |

### Porteros
| 1989 | 1993 | 1998 | 1998 | 1998 | 1999 | 2007 | 2007 | 2007 |  |
| ---- | ---- | ---- | ---- | ---- | ---- | ---- | ---- | ---- |  |

| 2010 | 2010 | 2010 | 2011 | 2011 | 2011 | 2011 | 2011 | 2011 |  |
| ---- | ---- | ---- | ---- | ---- | ---- | ---- | ---- | ---- |  |

| 2011 | 2012-2013 | 2012-2013 | 2012-2013 | 2014-2015 | 2014-2015 | 2014-2015 | 2015 | 2015 |  |
| ---- | --------- | --------- | --------- | --------- | --------- | --------- | ---- | ---- |  |

| 2016-2018 | 2016-2018 | 2016-2018 | 2018-2019 | 2018-2019 | 2018-2019 | 2020-2021 | 2020-2021 | 2020-2021 |
| --------- | --------- | --------- | --------- | --------- | --------- | --------- | --------- | --------- |

| 2021-2022 | 2021-2022 | 2021-2022 | 2021-2022 | 2021-2022 | 2022 | 2022 | 2022 | 2022 |
| --------- | --------- | --------- | --------- | --------- | ---- | ---- | ---- | ---- |

| 2023 | 2023 | 2023 | 2024-25 | 2024-25 | 2024-25 |
| ---- | ---- | ---- | ------- | ------- | ------- |

## Proveedores
| Periodo       | Proveedor |
| ------------- | --------- |
| 1974-1983     | Adidas    |
| 1984          | Penalty   |
| 1985          | Puma      |
| 1986          | Umbro     |
| 1987          | Power     |
| 1987-1988     | Puma      |
| 1988-1990     | Adidas    |
| 1990-1991     | Umbro     |
| 1992          | Avia      |
| 1993-1994     | Adidas    |
| 1995          | Rhumell   |
| 1996-2000     | Reebok    |
| 2000-2003     | Umbro     |
| 2003-2010     | Brooks    |
| 2010-2015     | Puma      |
| 2015-2021     | Nike      |
| 2021-presente | Adidas    |

| Nota: No fue hasta la década de 1970 cuando la asociación adoptó la incorporación de patrocinadores en su uniforme. Hasta entonces las firmas o fábricas deportivas que confeccionaban la vestimenta no se encontraban patentes ni a la vista. |